# Liste der Kulturdenkmäler in Dudeldorf
In der Liste der Kulturdenkmäler in Dudeldorf sind alle Kulturdenkmäler der rheinland-pfälzischen Ortsgemeinde Dudeldorf einschließlich des Ortsteils Ordorf aufgeführt. Grundlage ist die Denkmalliste des Landes Rheinland-Pfalz (Stand: 27. Juni 2022).

## Denkmalzonen
| Bezeichnung                   | Lage | Baujahr                | Beschreibung | Bild |
| ----------------------------- | --- | ---------------------- | --- | ---- |
| Denkmalzone Herforster Straße | Dudeldorf, Herforster Straße 1, 3, 4, 5, Bergstraße 2 Lage                                                                                      | 19. Jahrhundert        | Gruppe von Hofanlagen, die das Wachsen der Stadt außerhalb der ehemaligen Befestigung im zweiten und dritten Viertel des 19. Jahrhunderts belegen (Nr. 4 bezeichnet 1826, Nr. 1 bezeichnet 1831, Nr. bezeichnet 1840, Nr. 5 bezeichnet 1861, Bergstraße 2 bezeichnet 1839, Scheune bezeichnet 1855)                                                                                | BW   |
| Denkmalzone Ortskern          | Dudeldorf, Hauptstraße 13–53 und 28–60, Langmauer 24 und 26, Herrengasse 1, 2, 5, 7 und 9, Kirchstraße 47 und 49 und Bauersgasse 11 und 14 Lage | ab dem 16. Jahrhundert | besser erhaltener östlicher Teil der bis ins 16. Jahrhundert zurückreichenden geschlossenen Bebauung innerhalb der ehemals ummauerten Stadt mit langen Zeilen von Handwerker- und Ackerbürgerhäusern, an den Ecken Breitgiebelhäuser, mit Freitreppen, Vorplätzen, Brunnen, ehemaliger Kirchhof; katholische Pfarrkirche St. Maria Königin mit ehemaligem Pfarrgarten und Pavillon | BW   |

## Einzeldenkmäler
| Bezeichnung                               | Lage                                                    | Baujahr                            | Beschreibung | Bild                           |
| ----------------------------------------- | ------------------------------------------------------- | ---------------------------------- | --- | ------------------------------ |
| Stadtbefestigung Dudeldorf                | Dudeldorf                                               | nach 1345                          | nach 1345 errichtet; nördlich des Obertors Reste als Friedhofsmauer, Umfassung des Burgareals; Obertor, stattlicher quaderverkleideter Torturm, bezeichnet 1453 (⊙); Untertor, Putzbau, Durchfahrt um 1840 verändert (⊙) | weitere Bilder Fotos hochladen |
| Kapelle, Kriegerdenkmal und Skulpturen    | Dudeldorf, Bademer Straße, auf dem Friedhof Lage        | 1809                               | Friedhof 1809 angelegt, dreiseitig von Sandsteinmauer umfriedet, Zugang unter Verwendung von Teilen des früheren Tores der Ordorfer Seite des Burghofs; auf dem Friedhof: zwei Skulpturen, 18. Jahrhundert; Kapelle mit Krüppelwalmdach, Anfang des 19. Jahrhunderts, mit drei barocken Reliefs; Kriegerdenkmal 1914/18                                                                                 | Fotos hochladen                |
| Quereinhaus                               | Dudeldorf, Bauersgasse 11 Lage                          | 1744                               | Quereinhaus, Wohnteil mit Unterstall, bezeichnet 1744, Scheune jünger | BW                             |
| Notariat                                  | Dudeldorf, Bergstraße 1 Lage                            | um 1830                            | Wohnhaus, klassizistischer Walmdachbau, um 1830; im Neubau des Gartenhauses barockes Oberlichtportal des ehemaligen Maximiner Hofs in Oberweiler | BW                             |
| Pietà                                     | Dudeldorf, Bergstraße, an Nr. 11 Lage                   | späteres 18. Jahrhundert           | Pietà, farbig gefasstes Relief, wohl aus dem späteren 18. Jahrhundert | BW                             |
| Grabkreuze                                | Dudeldorf, Hauptstraße, unterhalb der Brücke Lage       | 18. und frühes 19. Jahrhundert     | in die östliche Uferbefestigung des Langebachs eingelassen: fünf Grabkreuze, 18. und frühes 19. Jahrhundert | BW                             |
| Wohnhaus                                  | Dudeldorf, Hauptstraße 4 Lage                           | um 1750                            | spätbarockes Ackerbürgerhaus, um 1750; platzbildmitprägend | BW                             |
| Wohnhaus                                  | Dudeldorf, Hauptstraße 17 Lage                          | zweite Hälfte des 18. Jahrhunderts | dreiachsiges Wohnhaus über ebenerdigem Keller, zweite Hälfte des 18. Jahrhunderts | Fotos hochladen                |
| Brunnen                                   | Dudeldorf, Hauptstraße, vor Nr. 17 Lage                 | 1859                               | Laufbrunnen; Brunnenpfosten bezeichnet 1859, Rotsandsteintrog, Neurenaissance-Putto | Fotos hochladen                |
| Wohnhaus                                  | Dudeldorf, Hauptstraße 20 Lage                          | um 1600                            | Flurküchenhaus, wohl um oder kurz nach 1600, Scheune bezeichnet 1729 | BW                             |
| Hofanlage                                 | Dudeldorf, Hauptstraße 23/25 Lage                       | um 1700                            | Nr. 23: Wohnhaus mit Treppengiebel, teilweise Fachwerk, um 1700; Nr. 25: ehemalige Schreinerei, kurz nach 1900, Scheune, bezeichnet 1788, Stall mit Heuboden | Fotos hochladen                |
| Wohnhaus                                  | Dudeldorf, Hauptstraße 37 Lage                          | zweite Hälfte des 18. Jahrhunderts | Wohnhaus über ebenerdigem Stall oder Keller, wohl aus der zweiten Hälfte des 18. Jahrhunderts, um 1920 überformt | BW                             |
| Tür                                       | Dudeldorf, Hauptstraße, an Nr. 38 Lage                  | um 1825                            | Türblatt, frühklassizistisch, wohl um 1825 | BW                             |
| Wohnhaus                                  | Dudeldorf, Hauptstraße 39 Lage                          | frühes 17. Jahrhundert             | Wohnhaus über ebenerdigem Stall oder Keller, frühes 17. Jahrhundert | BW                             |
| Wohnhaus                                  | Dudeldorf, Hauptstraße 41 Lage                          | um 1600                            | Wohnhaus, rückwärtiger Teil um 1600, straßenseitiger Teil um 1700 | BW                             |
| Wohnhaus                                  | Dudeldorf, Hauptstraße 42 Lage                          | um 1850                            | Wohnhaus mit Fruchtspeicherluken, um 1850 | BW                             |
| Wohnhaus                                  | Dudeldorf, Hauptstraße 44 Lage                          | 1733                               | dreiachsiges Unterstallhaus, bezeichnet 1733 | BW                             |
| Wohnhaus                                  | Dudeldorf, Hauptstraße 45 Lage                          | 1751                               | barockes Wohnhaus, bezeichnet 1751 | BW                             |
| Portal                                    | Dudeldorf, Hauptstraße, an Nr. 47 Lage                  | 1850                               | Portal, klassizistisches Türblatt, Oberlicht, bezeichnet 1850 | BW                             |
| Wohnhaus                                  | Dudeldorf, Hauptstraße 49 Lage                          | um 1850                            | fünfachsiges Wohnhaus über hohem Kellersockel, gegen 1850, Wirtschaftsteil unter einem Dach mit Nr. 47 | BW                             |
| Wohnhaus                                  | Dudeldorf, Hauptstraße 50 Lage                          | vor 1870                           | zweiachsiges, dreigeschossiges Wohnhaus, vor 1870 | BW                             |
| Hofanlage                                 | Dudeldorf, Hauptstraße 58 Lage                          | ab 1609                            | Hofanlage; Wohnhaus, ausgehendes 18. Jahrhundert, Scheune bezeichnet 1780, Stall bezeichnet 1609 | BW                             |
| Wohnhaus                                  | Dudeldorf, Hauptstraße 59 Lage                          | um 1910                            | Wohnhaus, ehemals mit Gastwirtschaft; Walmdachbau mit Hausteinfassade, um 1910 | BW                             |
| Fassadenteile                             | Dudeldorf, Hauptstraße, an Nr. 60 Lage                  | 1839                               | Giebelwand am Untertor und Traufseite zur Langmauer, klassizistisches Portal, bezeichnet 1839, Substanz älter | BW                             |
| Scheunenzeile                             | Dudeldorf, Herrengasse, zu Nr. 1 Lage                   | erste Hälfte des 19. Jahrhunderts  | vier Scheunen mit Ställen, die wohl älteste undatiert (erste Hälfte des 19. Jahrhunderts), die anderen bezeichnet 1830, 1828 bzw. 1848 | BW                             |
| Gasthaus Zum alten Brauhaus               | Dudeldorf, Herrengasse 2 Lage                           | um 1700                            | dreiteiliges, dreigeschossiges Ensemble; Eckbau mit Mansarddach, um 1700, Traufseite zur Herrengasse, Mitte des 18. Jahrhunderts, Umbau (wohl auch Aufstockung) bezeichnet 1842, zweiachsiger Bau zur Kirchstraße wohl aus der Mitte des 19. Jahrhunderts; zugehörig der ehemalige Pfarrgarten mit Gartenhaus, Anfang des 19. Jahrhunderts mit Zeltdach und Sandsteinskulpturen, spätes 18. Jahrhundert | Fotos hochladen                |
| Wohnhaus                                  | Dudeldorf, Herrengasse 7 Lage                           | 18. Jahrhundert                    | Wohnhaus, im Kern aus dem 18. Jahrhundert, Fassade nach 1945 überformt | BW                             |
| Katholisches Pfarrhaus                    | Dudeldorf, Herrengasse 9 Lage                           | 1759                               | ehemaliges katholisches Pfarrhaus; barocker Putzbau, bezeichnet 1759 | Fotos hochladen                |
| Brunnen                                   | Dudeldorf, Kirchstraße Lage                             | um 1800                            | klassizistischer Brunnenstock mit spätbarocker Nepomuk-Statue | Fotos hochladen                |
| Wohnhaus                                  | Kirchstraße 3 Lage                                      | erste Hälfte des 19. Jahrhunderts  | dreigeschossiges Eckwohnhaus, erste Hälfte des 19. Jahrhunderts | BW                             |
| Wohnhaus                                  | Dudeldorf, Kirchstraße 16 Lage                          | 1818                               | breitgiebeliges Flurküchenhaus, bezeichnet 1818 (Umbau) | BW                             |
| Burg Dudeldorf                            | Dudeldorf, Kirchstraße 19/21 Lage                       | 12. Jahrhundert                    | spätmittelalterlicher Wohnturm, bezeichnet 1734 (Instandsetzung), Umbau im 19. Jahrhundert, zweiflügeliges, dreigeschossiges Herrenhaus, bezeichnet 1735, Hof mit feld- und stadtseitigem Torbogen, bezeichnet 1715, Gartenpavillon mit Walmdach, 18. Jahrhundert; bauliche Gesamtanlage | weitere Bilder Fotos hochladen |
| Spritzenhaus                              | Dudeldorf, Kirchstraße 23 Lage                          | um 1900                            | ehemaliges Spritzenhaus; Hausteinbau mit Pultdach, um 1900 | Fotos hochladen                |
| Wohnhaus                                  | Dudeldorf, Kirchstraße 29 Lage                          | spätes 18. Jahrhundert             | dreigeschossiges Eckwohnhaus, im Kern eventuell aus dem späten 18. Jahrhundert, im frühen 19. Jahrhundert überformt | BW                             |
| Wohnhaus                                  | Dudeldorf, Kirchstraße 30 Lage                          | 1740                               | Wohnhaus, bezeichnet 1740, im 19. Jahrhundert überformt und um Wirtschaftsteil erweitert | BW                             |
| Katholische Pfarrkirche St. Maria Königin | Dudeldorf, Kirchstraße 34 Lage                          | 1908/09                            | dreischiffige neugotische Hallenkirche, 1908/09, Architekt Heinrich Renard, Köln, Chorturm im Kern mittelalterlich und barock, bezeichnet 1751; mit Ausstattung; am Außenbau spätgotische Sandsteinskulptur (Johannes der Täufer), 14. Jahrhundert; in der Stützmauer Sandsteinrelief mit Kruzifix, 19. Jahrhundert                                                                                     | weitere Bilder Fotos hochladen |
| Wohnhaus                                  | Dudeldorf, Kirchstraße 40, Bauersgasse 14 Lage          | 1723                               | breitgiebeliges Eckwohnhaus, bezeichnet 1723 und 1817 (Teilung des Hauses) | Fotos hochladen                |
| Hofanlage                                 | Dudeldorf, Langmauer 24 Lage                            | zweite Hälfte des 19. Jahrhunderts | Hofanlage; Flurküchenhaus, nach der Mitte des 19. Jahrhunderts, Aufstockung 1920, Stall-Scheune jünger | BW                             |
| Wohnhaus                                  | Dudeldorf, Langmauer 26 Lage                            | Mitte des 19. Jahrhunderts         | kleines Wohnhaus mit Pultdach, um die Mitte des 19. Jahrhunderts | BW                             |
| Wohnhaus                                  | Dudeldorf, Philippsheimer Straße 15 Lage                | 1903                               | späthistoristisches Wohnhaus, Kalksteinquaderbau, Neurenaissance, 1903, Architekt Paul Gerten, Gondorf | BW                             |
| Hofanlage                                 | Dudeldorf, Pickließemer Straße 2 Lage                   | 1910er Jahre                       | Streckhof, 1910er Jahre; Wohnhaus mit ausgebautem Mansardgiebeldach, Wirtschaftsteil bezeichnet 1901 | BW                             |
| Wegekreuz                                 | Dudeldorf, östlich des Ortes an der Spanger Straße Lage | 1900                               | Wegekreuz, neugotisch, 1900 | BW                             |
| Eisenbahnbrücke                           | Dudeldorf, südlich des Ortes Lage                       | um 1900                            | Eisenbahnbrücke über den Langebach; einbogiger Rotsandsteinquaderbau, gegen 1900 | BW                             |
| Marienkapelle                             | Dudeldorf, südlich des Ortes am Eicherhof Lage          | 1953                               | Putzbau mit Dachreiter, 1953, Architekt Billen, Speicher | BW                             |
| Wegekreuz                                 | Dudeldorf, südlich des Ortes an der L 36 Lage           | um 1860                            | Wegekreuz, um 1860 | BW                             |
| Kallenerkreuz                             | Dudeldorf, südlich des Ortes Lage                       | 1644                               | Wegekreuz, Schaft bezeichnet 1644 | BW                             |
| Wegekreuz                                 | Dudeldorf, südöstlich des Ortes Lage                    | 1601                               | Balkenkreuz, bezeichnet 1601 | BW                             |
| Gondorfer Kapellchen                      | Dudeldorf, südwestlich des Ortes Lage                   | Mitte des 19. Jahrhunderts         | Putzbau, um die Mitte des 19. Jahrhunderts, vermauertes Wegekreuz, bezeichnet 1815 | BW                             |
| Mühle                                     | Ordorf, Am Mühlenberg 1 Lage                            | zweite Hälfte des 19. Jahrhunderts | ehemalige Mühle; Winkelhof; Scheune bezeichnet 1875 (?), Wohnhaus, bezeichnet 1889, mit älteren Resten, Mühlengebäude bezeichnet 186[x], Ökonomie um 1900 | BW                             |
| Katholische Pfarrkirche St. Martin        | Ordorf, Bademer Straße 36 Lage                          | 1727                               | spätgotischer Chor, Sakristei bezeichnet 1727, Schiff mit Westturm, 1741–43, Erweiterungsbau und Sakristei mit Treppengiebel 1928, Architekt Peter Marx, Trier; auf dem Kirchhof Grabsteine, 18. und 19. Jahrhundert, in der Kirchhofmauer zwei Grabkreuze; vor der Kirche Stationskreuz, bezeichnet 1679                                                                                               | Fotos hochladen                |
| Wegekreuz                                 | Ordorf, Brückenstraße Lage                              | 1685                               | Schaftkreuz mit Relief des heiligen Petrus, bezeichnet 1685 | BW                             |
| Hofanlage                                 | Ordorf, Brückenstraße 2 Lage                            | 1851                               | Winkelhof; Wohnteil bezeichnet 1851, Wirtschaftsteil bezeichnet 1852, Backofenanbau; im rückwärtigen Stallteil wiederverwendete Gewände; ortsbildprägend | BW                             |
| Kapelle                                   | Ordorf, Ordorfer Straße Lage                            | 18. oder 19. Jahrhundert           | Kapelle; Putzbau, 18. oder 19. Jahrhundert | Fotos hochladen                |
| Katholisches Pfarrhaus                    | Ordorf, Ordorfer Straße 1 Lage                          | um 1730                            | Treppengiebelhaus, um 1730; mit ummauertem Garten, gegenüberliegender Kirche und Treppe ortsbildprägende Gruppe | Fotos hochladen                |
| Quereinhaus                               | Ordorf, Ordorfer Straße 14 Lage                         | 1844                               | langgestrecktes Quereinhaus, bezeichnet 1844 und 1868 | BW                             |
| Hofanlage                                 | Ordorf, Ordorfer Straße 23 Lage                         | 1833                               | Streckhof; Scheune bezeichnet 1833, Stall und Wohnhaus wenig jünger | BW                             |
| Hofanlage                                 | Ordorf, Ordorfer Straße 44 Lage                         | zweite Hälfte des 18. Jahrhunderts | Winkelhof; Wohnhaus, bald nach der Mitte des 18. Jahrhunderts, Scheune bezeichnet 1871 | BW                             |
| Wohnhaus                                  | Ordorf, Ordorfer Straße 45 Lage                         | 1845                               | Wohnhaus, bezeichnet 1845; ortsbildprägend | BW                             |
| Kapelle                                   | Ordorf, nordöstlich des Ortes auf dem Flürchesberg Lage | vor 1770                           | Kapelle; Putzbau mit Stufengiebel, vor 1770, bezeichnet 1856 (Renovierung) | BW                             |

## Ehemalige Kulturdenkmäler
| Bezeichnung | Lage                           | Baujahr                | Beschreibung                                                                | Bild |
| ----------- | ------------------------------ | ---------------------- | --------------------------------------------------------------------------- | ---- |
| Wohnhaus    | Dudeldorf, Kirchstraße 37 Lage | frühes 18. Jahrhundert | Wohnhaus, frühes 18. Jahrhundert; abgebrochen und aus Denkmalliste gelöscht | BW   |